# Érendréd
Érendréd (románul Andrid) falu Romániában, Szatmár megyében, Érendréd község központja.

## Fekvése
Nagykárolytól délnyugatra található település.

## Története
Legelső írásos említése az 1332-es Pápai Tizedjegyzékben olvasható. Neve a XIII. századtól ismert az oklevelekben, mint az Endrédy család birtoka. Nevét ekkor Endred, Endryd alakban írták.
1398-ban a Zoárdfi Endrédyek pereskedtek Dengelegi Bertalannal, aki szántóföldjeiket elfoglalta.
A későbbiekben, mikor az Endrédy család több ágra oszlott, a birtok is elaprózódott, s így lettek birtokosai a rokon Endrédi Nagy, Bagos, Uray családok, leányágon pedig a Szepesy, Becsky, Irinyi, Péczely, Gerzsenyi, Somlyódy családok.
A XVII-XVIII. században még más családok is birtokot szereztek itt: a Geötz, Bokor, Bottka, Domahidy, Falussy, Fráter, Okolicsányi, Iklódy, Gencsy, Domokos, Uray, Irinyi, Fényes, báró Luzsénszky, Luby, Sánta, Latinovich, Szilágyi, Veres, Szintay családok.

## Érdekességek
- 1848 előtt Petőfi Sándor néha hetekig vendégeskedett Báró Luzsénszky házában, mely később községháza lett és 1848-ban, mikor az erdélyi táborhoz vonult, itt toborzott honvédeket.
- A településen folyt ásatások alkalmával még az 1800-as években a református iskola alatt egy régi vár, vagy várkastély nyomait találták meg.
- A falu határában fekvő Péterhalom ősi őrhalomnak feltételezhető.

## Nevezetességek
- Református templom - A régi templom tornya az 1832-es földrengésen összeomlott, 1833-ban épült újra.
- A református templom portikusában 1999-ben emléktáblát avattak az 1956-os forradalmat és szabadságharcot követő megtorlások idején bebörtönzött falustársak emlékére. Dr. Avasán Gyula orvos (1928-1995), Dr. Bujdosó Géza állatorvos (1902-?), Márton Attila teológus (1938-2002), Kovács Lajos állategészségügy technikus (1932-2002), Szaleczky Miklós kántor-tanító (1885-1963), Fischer Lajos iskolaigazgató (1922-?), Truczkay Sándor  (1910-1985) kovácsmester, Ábrám Sámuel gazdatiszt (1908-1988), Kiss Miklós gazdálkodó (1923-1983) súlyos börtönéveket töltöttek a kommunizmus börtöneiben és a Duna deltában. Áldott legyen emlékük.
- Görögkatolikus templom - 1821-ben épült.

## Nevezetes szülöttei
- Jeney Jenő Béla (1874−1950) festőművész, grafikus, illusztrátor, a XX. századelő egyik meghatározó magyar karikaturista.
- Jeney Ernő (1876–1918) építész, Nagykőrös városi főmérnöke, később a MÁV főmérnöke, a szecesszió egyik jelentős képviselője
- Kulin Sándor (1904–1994) agrár-üzemgazdász, egyetemi tanár